# Bernardien Sternheim
Bernardien Sternheim (Amsterdam, 1948) is een Nederlands kunstschilderes. Ze volgde haar opleiding van aan de Academie voor Kunst en Industrie in Enschede. Haar werk valt onder het realisme.
Sternheim heeft een voorkeur voor het schilderen van portretten ten opzichte van thema's als landschappen of zeegezichten. Een vookeur gebaseerd op de mogelijkheid tot het hebben van een intensief contact met haar modellen. In haar werk staat de mens centraal, neergezet in ontroerende of juist confronterende situaties. Haar uitgewerkte figuurstudies met een sterk licht-donker contrast laten een invloed zien van de Nederlandse kunstschilder Pyke Koch.

## Exposities
- Solo tentoonstelling in Museum Møhlmann in 2001[4]
- Deelname aan de PAn Amsterdam in 2004, 2005, 2006, 2007 en 2008
- Solo tentoonstelling in Galerie Mokum van 24 januari 2009 tot en met 22 februari 2009

## Werken van Bernardien Sternheim

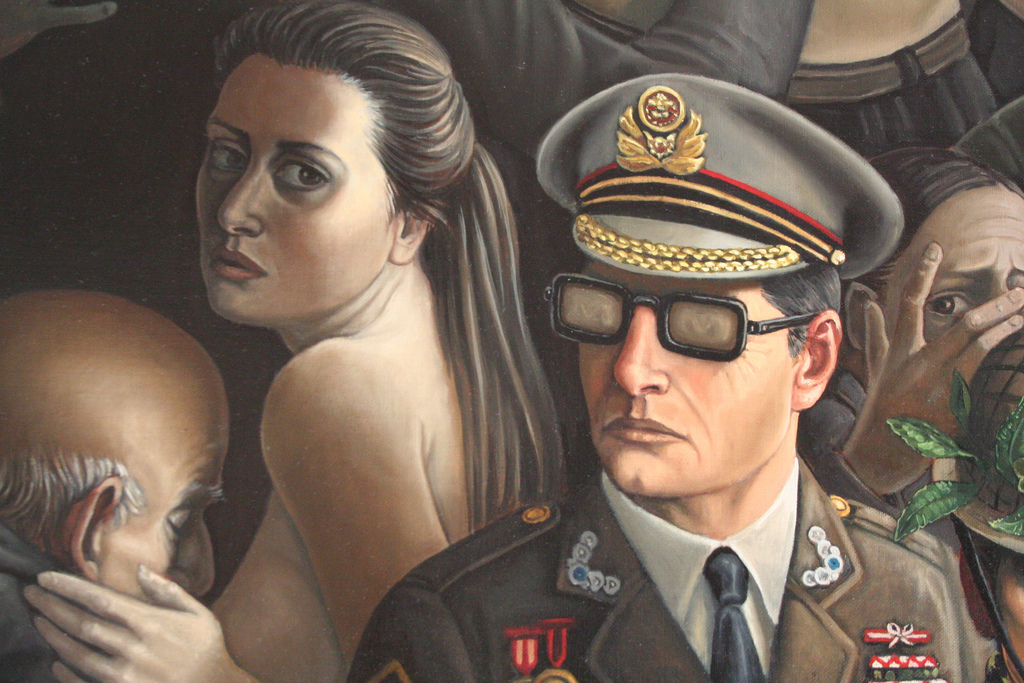
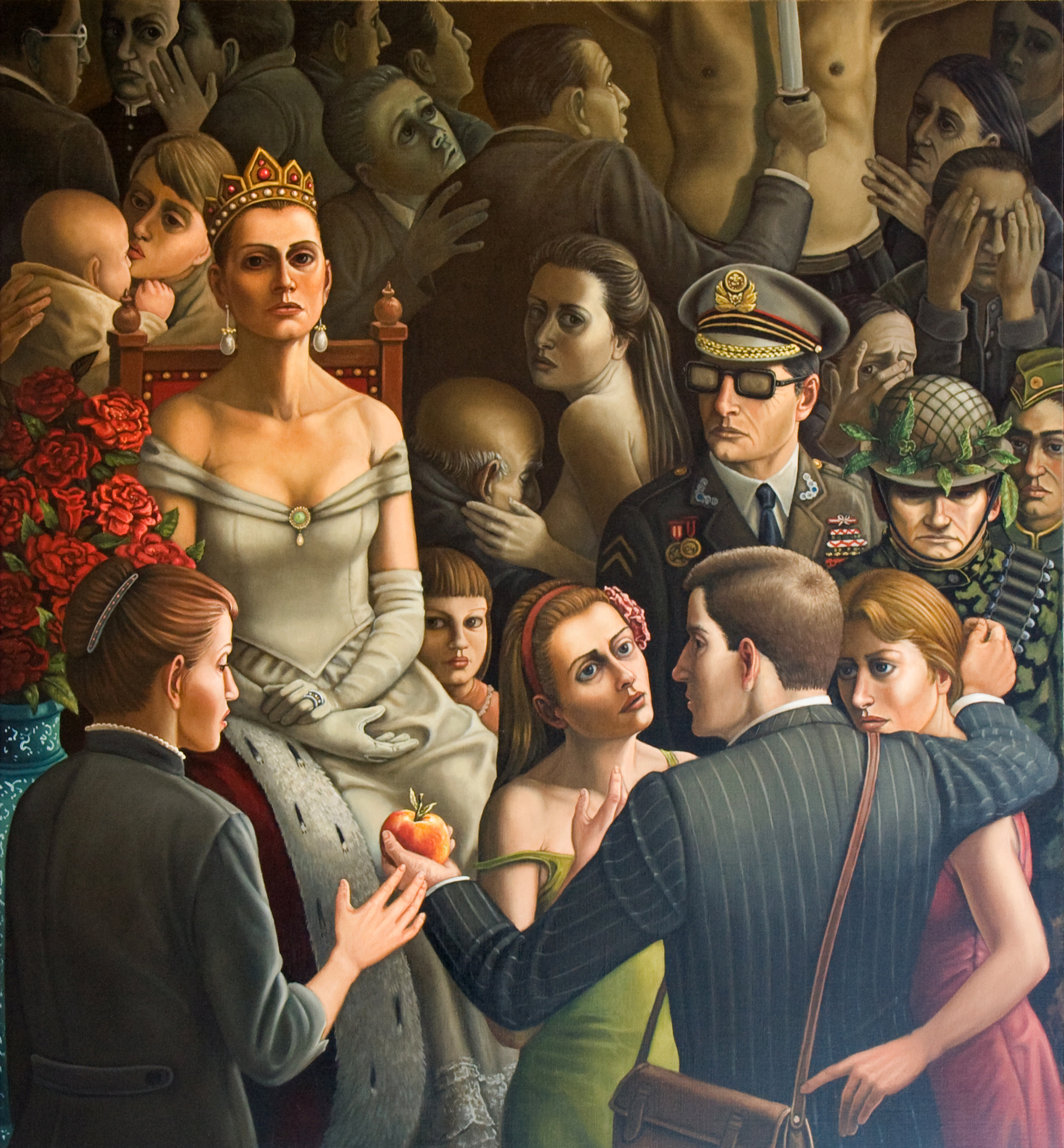
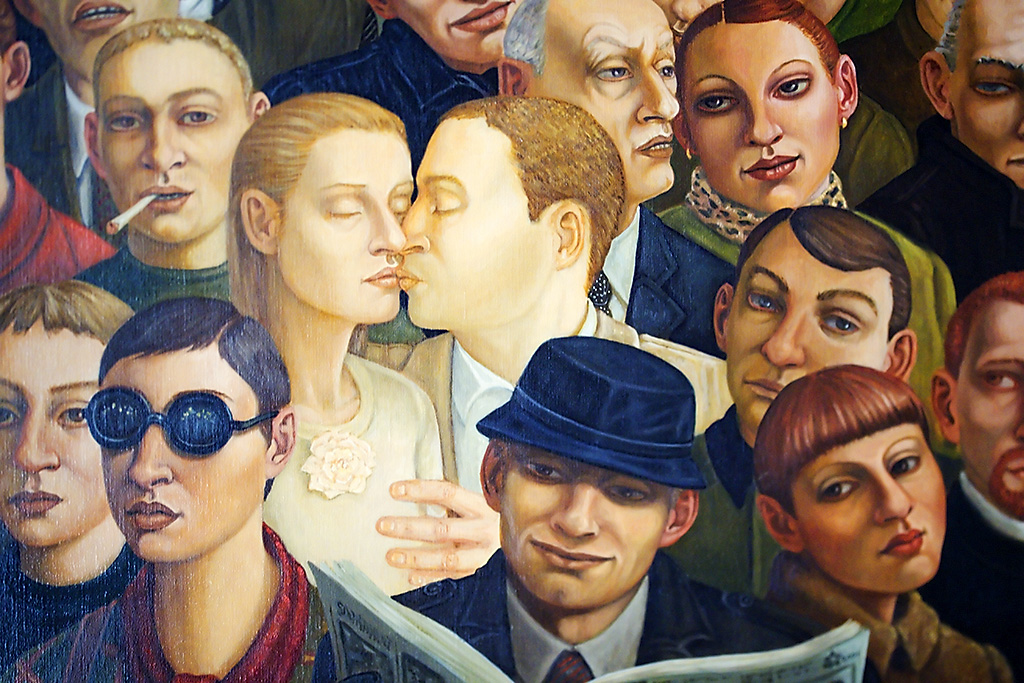
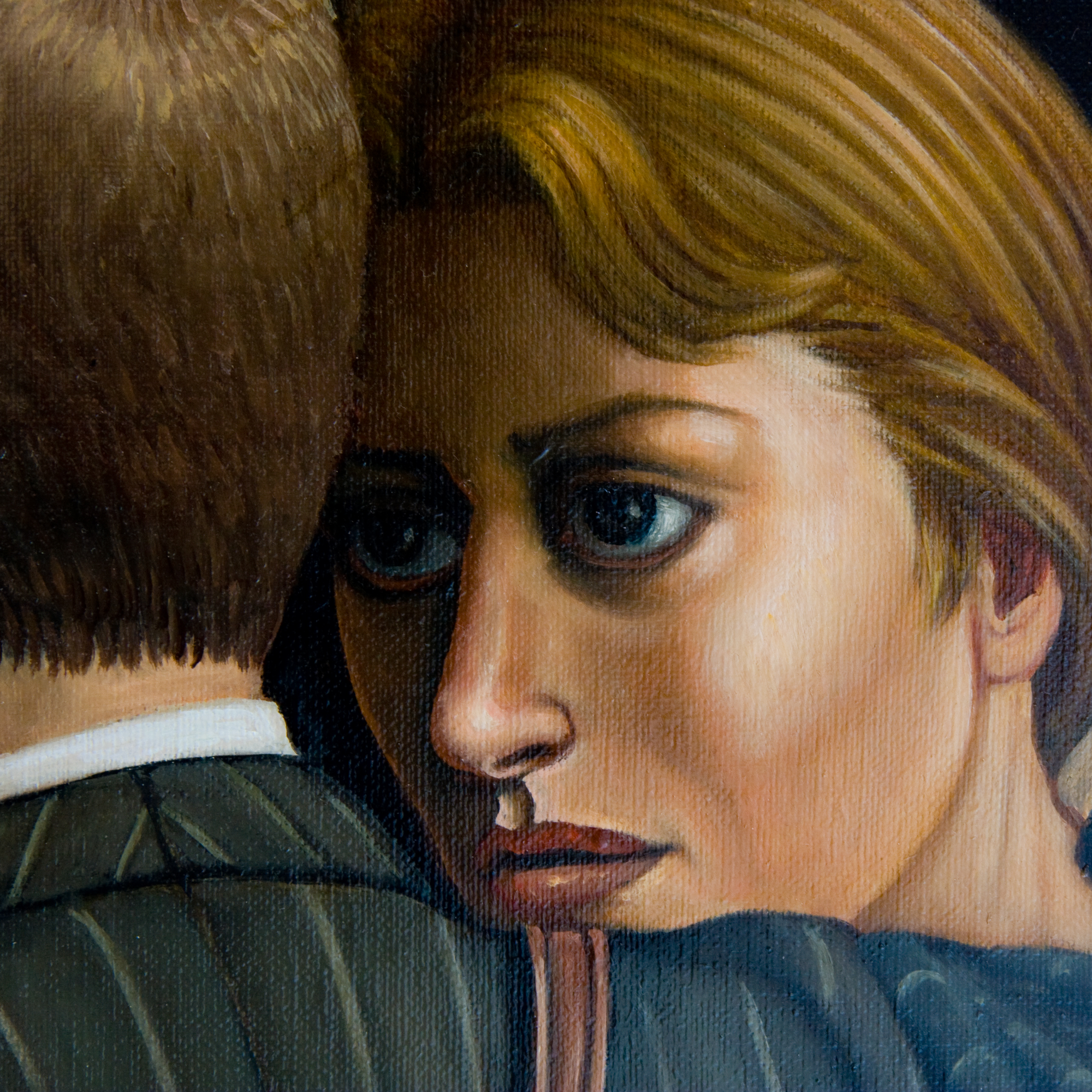